# Natatolana caeca
Natatolana caeca är en kräftdjursart som först beskrevs av Dollfus 1903.  Natatolana caeca ingår i släktet Natatolana och familjen Cirolanidae. Inga underarter finns listade i Catalogue of Life.